# Isla Jason
La isla Jason (en inglés: Jason Island) es una isla de 1 milla náutica (unos 2 km) ubicaca al norte de punta Larsen en el lado oeste de la entrada a la bahía Cumberland, en la costa norte de Georgia del Sur. Fue nombrado por el buque Jason, la embarcación utilizada por el capitán Carl Anton Larsen en 1893 a 1894 en la exploración de la bahía Cumberland.
La isla es administrada por el Reino Unido como parte del territorio de ultramar de las Islas Georgias del Sur y Sandwich del Sur, pero también es reclamada por la República Argentina que la considera parte del departamento Islas del Atlántico Sur dentro de la provincia de Tierra del Fuego, Antártida e Islas del Atlántico Sur.